# Altlasten von Corby
Die Altlasten von Corby entstanden, weil die britische Stadt Corby seit den 1930er Jahren ein wichtiger Standort von Stahlerzeugung war. Zuletzt befanden sich vier Hochöfen und zwei Koksöfen auf dem 680 acres (275 ha) großen Gelände. Sie gehörten British Steel. Bei der Stilllegung im Jahre 1979 verloren 11.000 Beschäftigte ihre Arbeit.
Der Abriss fand in den Jahren 1984 bis 1999 statt. Insbesondere wurden Böden, die Dioxine und Schwermetalle wie Cadmium, Blei und Chrom enthielten, auf offenen Lastwagen durch die Stadt transportiert.
Insgesamt 18 Kinder und Jugendliche, die mit körperlichen Defekten zur Welt gekommen waren, klagten gegen die Stadtverwaltung. Zu den Defekten zählten unterentwickelte oder fehlende Finger an den Händen und Deformationen der Füße. In einem Fall trat auch Tumorbildung auf, die zur Amputation der Hand führte.
Die Kläger wurden 2009 als Opfer der Umweltbelastung anerkannt.
Corby Borough Council's Chief Executive Chris Mallender sagte nach dem Prozess: „Wir sind offensichtlich sehr enttäuscht vom Ausgang dieses Verfahrens. Unser Standpunkt war immer, dass es keine Verbindung zwischen den Abbrucharbeiten in Corby innerhalb der letzten Jahrzehnte und dieser Kinder Geburtsfehler gab. Das ist er auch nach wie vor.“ Er sagte auch, dass sie „bereit für eine Entschuldigung für die gemachten Fehler sind, aber sich nicht entschuldigen, bis eine kausale Verbindung zwischen den Arbeiten und den Defekten bewiesen ist... Wir sind noch nicht an dem Punkt einer Entschuldigung, weil noch niemand dafür verantwortlich ist.“
Kelvin Glendenning, Vorsitzender des Corby Borough Council zwischen 1984 und 1995, sagte: „Ich denke nicht, dass Corby Council etwas zu bereuen hat... Falls giftiger Abfall vorhanden war - und ich bin sicher, dass kein giftiger Abfall in der Luft schwebte - dann sollten sie nicht uns die Schuld geben.“
Im Februar 2025 wurde auf Netflix die Miniserie Toxic Town veröffentlicht, die auf den damaligen Ereignissen basiert.